# Walter Heichen
Erich Walter Heichen (* 22. Juni 1876 in Stuttgart; † 24. März 1970 in Berlin) war ein deutscher Schriftsteller, Übersetzer, Redakteur und Verlagsleiter. Er verwendete die Pseudonyme: Walter Eichner, Erich Walter, Karl Wilding, Hermann Eiler und Gerd Kühnwald.

## Leben
Walter Heichen besuchte von Ostern 1887 bis 31. Dezember 1888 das Königliche Gymnasium in Leipzig und anschließend das Friedrichsgymnasium in Frankfurt (Oder). Danach ließ er sich zum Buchhändler ausbilden und arbeitete als Redakteur beim Deutschen Buchhandelsblatt. Seit 1909 lebte er in Berlin. Ab 1920 war er Leiter des dort ansässigen Buchverlages A. Weichert.
Heichen war zudem als Übersetzer, Bearbeiter und Herausgeber von Werken der Weltliteratur tätig. Aus seiner Feder stammen über 100 Bücher, darunter Abenteuerromane, Kriminalromane, Frauen- und Liebesromane, historische Romane, Science-Fiction, Kriegsromane und Erzählungen. Sein Sohn, Joachim Heichen, war ebenfalls Schriftsteller, im Hauptberuf aber als ev. Pfarrer tätig.

## Werke (Auswahl)
Schriften
- 1892: Der Sang an Ägir, oder: Nach der Unterprima durchgefallen. Eine Schulhumoreske
- 1894: Epiphanias. Ein Weihnachtsdrama in vier Aufzügen
- 1902: Lord Byron. Eine Biographie
- 1905: Die Stiefkinder der Alma mater. Roman aus einer Universitätsstadt
- 1909: Auf See und in Kamerun. Ein Buch für die deutsche Jugend
- 1914: Unter den Fahnen Hindenburgs. Erzählung vom russischen Kriegsschauplatz
- 1915: Mit Zeppelin und Flugzeug: der Krieg in den Lüften, 1914-15
- 1917: Die Hölle von Verdun
- 1922: Der Letzte der Inkas. Eine Erzählung aus der Zeit der Entdeckung Amerikas
- 1927: Jenseits der Stratosphäre. Erlebnisse zwischen Mond und Erde. Eine Erzählung für die Jugend (das Erscheinungsjahr ist umstritten, die Deutsche Nationalbibliothek vermerkt 1931)[2]
- 1927: Maria Stuart. Liebe und Leid einer Königin
- 1929: Der U-Boot-Pirat. Eine phantastische Geschichte für die Jugend
- 1930: Madho Singh. Der Maharadscha von Lahaur. Erzählung für die Jugend
- 1934: Schill und seine Heldenschar. Eine geschichtliche Erzählung
- 1936: Der Todesgang der Karawane. Tatsachenbericht über Sven Hedins Reisen durch Tibet
- 1936: Unter den Kannibalen der Südsee – Ein Tatsachenbericht über James Cooks Leben u. Reisen, mit Bildern von M. Wulff, Verlag A. Weichert, Berlin 1936
- 1938: Thumelicus, der Sohn Armins
- 1939: Andreas Hofer
- 1941: Cortez, der Eroberer
- 1949: James Cook, der Weltumsegler. Eine Erzählung für die Jugend
- 1952: Unser Märchenschatz. Das Hausbuch schönster Märchen.
- 1964: Der unheimliche Fremde
- 1965: Weltumsegler auf großer Fahrt. Von kühnen Taten großer Männer